# 西咸興駅
西咸興駅（ソハムンえき、朝鮮語: 서함흥역）朝鮮民主主義人民共和国咸鏡南道咸興市の駅で、西湖線に属する。 

## 隣の駅
西湖線
西咸興駅 - 沙浦駅